# Basile Mvé Engone
Basile Mvé Engone (ur. 30 maja 1941 w Nkolmelène) – gaboński duchowny katolicki, arcybiskup Libreville w latach 1998–2020.

## Życiorys
Święcenia kapłańskie przyjął 29 czerwca 1973.

## Episkopat
24 kwietnia 1980 został mianowany biskupem koadiutorem diecezji Oyem. Sakry biskupiej udzielił mu 24 sierpnia 1980 bp François Ndong. Pełnię rządów w diecezji objął 23 sierpnia 1982, po przejściu poprzednika na emeryturę.
3 kwietnia 1998 został mianowany przez Jana Pawła II ordynariuszem stołecznej archidiecezji Libreville.
12 marca 2020 przeszedł na emeryturę.